# Ion-Alin-Dan Ignat
Ion-Alin-Dan Ignat (n. 10 aprilie 1987, Alba Iulia, Alba, România) este un politician român care ocupă funcția de deputat în legislatura 2020-2024.
Acesta a devenit deputat ca urmare a decesului lui Corneliu Olar și a fost validat pe 14 martie 2022.